# 광교동
광교동(光敎洞)은 대한민국 경기도 수원시 영통구의 행정동이다. 2015년 1월 20일 광교동이 광교1동·광교2동으로 분동되었다.

## 역사

### 지명 유래
광교는 광교산에서 비롯된 명칭인데, 신도시 명칭도 광교신도시로 정해지게 되면서 행정동명도 광교동으로 설정됐다.
본래 수원시 장안구에 상광교동 및 하광교동이라는 법정동이 있지만, 이 일대가 광교신도시로 대표되는 지역이라 영통구 이의동과 하동 일원에 '광교동'이라는 행정동 명칭을 사용하게 되었고, 2015년 이의동과 하동 각각을 관할하는 행정동이 분리 신설되었지만 여전히 "광교동"이라는 이름이 사용되고 있다.

### 연혁
- 1789년: 용인군 지내면 의곡덕동(이의동)·하동·영통리(영통동)에 속함.
- 1983년 2월 15일: 용인군 수지면에서 쇠죽골천과 여천(麗川) 유역의 이의리·하리를 수원시로 편입하였다. 남이의리 및 하리가 수원시로 편입되어, 이들을 관할하는 행정동 이의동이 설치됨.
- 1988년 7월 1일: 수원시 장안구 이의동이 됨.
- 1993년 1월 20일: 수원시 팔달구 이의동이 됨.
- 2003년 11월 24일: 수원시 영통구 이의동이 됨.
- 2007년 5월 9일: 광교신도시 조성에 의해 원천리천 보존·정비에 따라 영동고속도로 남쪽 용인시 수지구 상현동 및 기흥구 영덕동 일부를 수원시 하동에 편입하고, 영동고속도로 북쪽 하동 일부를 용인시 상현동에 편입함.[1][2]
- 2007년 8월 6일: 광교택지개발에 따라 이의동을 행정동 원천동에 통합함.
- 2012년 12월 26일: 법정동 이의동 및 하동이 행정동 원천동에서 광교동으로 분동함.[3]
- 2015년 1월 20일: 광교동이 광교1동, 광교2동으로 분동됨.

## 법정동
- 광교1동: 이의동 (二儀洞)
- 광교2동: 하동 (下洞)

## 교육

### 수원시영통구사립대학교
- 아주대학교
- 경기대학교 수원캠퍼스
- 합동신학대학원대학교